# باغبان، اوجار
باغبان، اوجار (به ترکی آذربایجانی: Bağban) یک منطقهٔ مسکونی در جمهوری آذربایجان است که در شهرستان اوجار واقع شده‌است. باغبان ۱٬۶۹۸ نفر جمعیت دارد.